# Gonnelien Rothenberger
Gonnelien Rothenberger, née Gordijn le 5 juin 1969 à Weert, est une cavalière néerlandaise de dressage. Elle est mariée à Sven Rothenberger. 

## Palmarès
| Année | Compétition     | Lieu    | Place | Épreuve    |
| ----- | --------------- | ------- | ----- | ---------- |
| 1996  | Jeux olympiques | Atlanta | 2e    | équipes    |
| 1996  | Jeux olympiques | Atlanta | 16e   | individuel |